# Digital Tracks
El Hot Digital Tracks es una lista de las canciones mejor vendidas como descargas en los Estados Unidos, publicada semanalmente por la revista Billboard. No se debe confundir con la lista llamada Hot Digital Songs, la cual combina diferentes versiones de una canción y enlistarlas de acuerdo a su número de descargas (por ejemplo los remixes, versiones editadas por radio, versiones «limpias», y/o cualquier otra forma de derivarse de una canción separadamente aquí, todas las versiones de una misma canción ocupan solo una posición en el Hot Digital Songs).
El Hot Digital Tracks fue creado en el 2003, pero su base de datos no sería usada para compilarse en el Billboard Hot 100 hasta el mes de febrero de 2005.
- Datos: Q2987344